# イカリ消毒
イカリ消毒株式会社（いかりしょうどく）は、東京都渋谷区に本社を置き、全国展開している衛生管理業務を主とする会社である。

## 沿革
- 1959年 - イカリ消毒株式会社を設立
- 1963年 - 千葉市に研究所開設
- 1964年 - オリンピック村害虫駆除
- 1967年 - 日本最初のBIRD事業部（鳥害駆除）を開設
- 1969年 - 東京都新宿区に本社移転
- 1975年 - 博物館文化財ガス燻蒸消毒事業部設置
- 1976年 - シンガポールイカリ設立
- 1980年 - 微生物検査センターを開設
- 1981年 - マレーシアイカリ設置
- 1982年 - クリンネス大学開校。習志野薬品工場完成
- 1984年 - 香港イカリ設立
- 1986年 - 無公害防蟻工法開発
- 1987年 - タイイカリ設立
- 1989年 - 衛生管理技術者養成講座開始。エンジニアリングセンター開設
- 1992年 - SEプラザ開設、台湾イカリ設立
- 1999年 - グループ会社5社を統合
- 2003年 - 全国ネットワーク100カ所設立。本社を現住所に移転
- 2004年 - LC環境検査センターを設立
- 2017年 - ライフ・クリエーション・スクエアを開設、本社を現住所に移転

## 関連会社
- イカリ消毒盛岡
- イカリ消毒仙台
- イカリ消毒前橋
- イカリ消毒宇都宮
- イカリ消毒木更津
- 船橋イカリ消毒
- イカリ消毒茂原
- イカリ消毒成田
- イカリ消毒熱海
- イカリ消毒岡崎
- イカリ消毒堺
- 金沢イカリ消毒
- イカリ消毒沖縄